# Epacris obtusifolia
Epacris obtusifolia là một loài thực vật trong họ Ericaceae. Loài này mọc ở khu vực đầm lầy và vùng có cây thạch nam ở miền đông Australia. Nó thường chỉ có chiều cao hơn 1 mét. Hoa nở trong bất kỳ thời gian của năm, nhưng chủ yếu là giữa tháng Bảy và tháng 1.
Các mẫu vật được thu thập ở Sydney trong những năm thuộc địa đầu. Lần đầu tiên được ghi lại trong tài liệu khoa học trong năm 1805, được xuất bản bởi các nhà thực vật học tiếng Anh nổi tiếng James Edward Smith James Edward Smith..
Lớn lên một mét (3 ft) cao (mặc dù chủ yếu là cao 50–80 cm), Epacris obtusifolia là một loại cây bụi thanh nhã với những chiếc lá nhỏ elip dài 6,4 đến 11,5 mm và rộng từ 1,5 đến 3,1 mm. Xuất hiện chủ yếu từ tháng bảy-tháng 1, hoa hình chuông màu trắng được bố trí dọc theo thân Mặc dù chỉ 4–8 mm dài, số lượng nhiều của hoa làm cho chúng dễ thấy.
Được tìm thấy ở New South Wales về phía đông của dãy núi Great Dividing Range, cũng như Queensland, Victoria và Tasmania, Epacris obtusifolia tìm thấy trong vùng có cây thạch nam ẩm ướt. Trong khu vực Sydney nó gắn liền với thực vật như (Gleichenia dicarpa), swamp banksia (Banksia robur), and the sedge Lepidosperma limicola..Cây sống từ mười đến hai mươi năm, và bị chết do cháy và tái sinh từ hạt giống nằm im trong đất. Cây con đến tuổi hoa trong vòng bốn năm.
Epacris obtusifolia có thể được nhân giống bằng cách cắt giảm và yêu cầu một vị trí ẩm nhưng thoát nước trong vườn. Lần đầu tiên được trồng ở Vương quốc Anh năm 1804.